# Sidymella lobata
Sidymella lobata là một loài nhện trong họ Thomisidae.
Loài này thuộc chi Sidymella. Sidymella lobata được Ludwig Carl Christian Koch miêu tả năm 1874.